# Everything (Jody Watley-låt)
Everything är en låt framförd av den amerikanska sångerskan Jody Watley, inspelad till hennes andra studioalbum Larger Than Life (1989). Den skrevs av Gardner Cole och James Newton samt producerades av Watleys frekventa samarbetspartner André Cymone. "Everything" är en ballad som beskriver en kvinnas ånger efter att ha avslutat en kärleksrelation och sorg över att inte kunna få tillbaka det som varit. MCA gav ut låten som den tredje singeln från Larger Than Life den 22 augusti 1989. Den skickades till R&B- och vuxenpopradio (urban contemporary och adult contemporary) den 1 september. Den blev Watleys första ballad i karriären att ges ut som en musiksingel, där målsättningen var att bredda hennes varumärke till mer än bara en danspopsångerska.
"Everything" blev en framgång på den amerikanska R&B-marknaden. Den nådde andra- respektive tredjeplatsen på singellistorna Top R&B Singles utgiven av Cash Box och Hot Black Singles utgiven av Billboard. Den blev en förstaplatsnotering på radiolistan Urban Contemporary sammansatt av Gavin Report. Efter framgångarna beslutade MCA att släppa den till popradio (contemporary hit radio) den 10 november. Under första kvartalet av 1990 blev "Everything" den tredje singeln från Larger Than Life att nå topp tio på den prestigefyllda amerikanska mainstreamlistan Billboard Hot 100. För att marknadsföra låten framförde Watley den på den afroamerikanska prisceremonin Soul Train Awards i mars 1990. År 2005 valdes "Everything" med i boken Rock Song Index: The 7500 Most Important Songs of the Rock and Roll Era skriven av Bruce Pollack.

## Bakgrund
År 1985 lämnade Watley musikgruppen Shalamar och började därefter arbeta på det självbetitlade debutalbumet med André Cymone, en tidigare samarbetspartner till artisten Prince. Debutalbumet släpptes 1987 och blev en kommersiell succé som genererade många hits för Watley. Hennes talang som dansare och kreativitet genererade ett flertal musikvideor som beskrevs som banbrytande medan hennes elektroniska sound och modelliknande utseende enligt Soul Tracks gjorde henne till en perfekt "1980-talsdiva" . Följande år vann hon en Grammy Award i kategorin Best New Artist. Watley spelade in och färdigställde uppföljaren Larger Than Life som släpptes två år senare i mars 1989. Albumet fortsatte att befästa hennes position som en av de främsta artisterna inom den vid tidpunkten allt mera populära elektroniska dansmusiken. Albumet genererade huvudsingeln "Real Love" och uppföljaren "Friends", vilka båda blev hits i USA och där den sistnämnda även inkluderade element av hiphop.
Watley förklarade i maj 1989 att Larger Than Life var i samma anda ljudmässigt som Jody Watley, men att hon nu breddat sig artistiskt genom att inkludera tre ballader på uppföljaren. Detta användes i marknadsföringen av Larger Than Life som lyftes fram som Watleys första projekt där hon tog steg bort från danspopen som gjort henne känd under 1970- och 80-talet. Efter albumutgivningen ändrade hon även sin image genom att klippa av sitt långa hårsvall och istället visa upp en kortklippt frisyr för att ytterligare urskilja sig från andra samtida danspop- och R&B-sångerskor.

## Inspelning och komposition
Under inspelningen av albumet skickade låtskrivaren Gardner Cole in flera låtar till projektet. Cole hade dessförinnan gett Madonna en hit med "Open Your Heart" (1986). Watley ogillade dessvärre materialet som först lämnades in. I en intervju sade hon: "Gardner var rätt angelägen om att få bidra till albumet. Han skickade in låt efter låt men jag gillade dem inte och sa till honom: 'Gardner du måste leverera för vi skriver riktigt heta låtar [till albumet]'. Till sist fick jag ett band med en låt som hade titeln 'Everything'. Det var en ballad och det kändes som att jag hade kunnat skriva den själv. Jag fick rysningar när jag lyssnade. Jag kunde verkligen relatera till texten. Hans angelägenhet ledde till en riktigt bra låt som passade tillsammans med allt annat jag hade gjort till albumet." Cole skrev låten tillsammans med James Newton medan André Cymone producerade den. Akustisk gitarr och elgitarr spelades av Dean Parks medan keyboard spelades av Paulinho Da Costa. Saxofonstycket i låten spelades av Larry Williams som även bidrog till albumspåret "Something New". "Everything" ljudmixades av Brian Malouf som bidrog till alla spår på albumet.
"Everything" är en R&B-låt som har en total speltid på fyra minuter och femton sekunder (4:15). Låten går i ett långsamt tempo och en tillbakalutad groove som enligt webbplatsen Singersroom ackompanjeras av "silkeslen" sång från Watley. Watleys sånginsats på låten har beskrivits som "kraftfull" och "känsloväckande" som tillsammans med musikens arrangemang och instrumentalmusiken skapar en "drömlik och romantisk atmosfär". Singersroom beskrev refrängen som särskilt "minnesvärd" där Watleys sång svävar med "fylliga" harmonier och en subtil men effektfull ljudbild". Texten beskriver en kvinnas ånger efter att ha avslutat en kärleksrelation och sorg över att inte kunna få tillbaka det som varit. I refrängen sjunger Watley: "I was too blind to see/ When you belonged to me/ You were my everything".

## Utgivning och marknadsföring

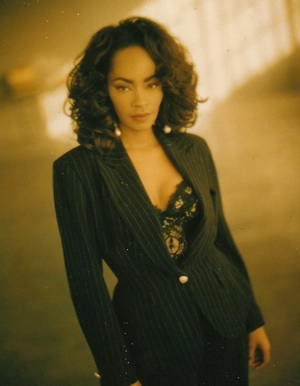
Watley (på bilden) strävade efter att bredda sin image med utgivningen av "Everything".

"Everything" gavs ut som albumets tredje singel den 22 augusti 1989. MCA skickade den till R&B-radio (urban contemporary) och vuxenpopradio (adult contemporary) den 1 september 1989. Popradio (contemporary hit radio) fick låten först den 10 november. Den blev Watleys första ballad att ges ut som en musiksingel. Med singelutgivningen ville Watley och MCA bevisa att hon kunde sjunga på mer än bara dansmusiklåtar. I en intervju sade Watley: 

"Jag kan sjunga allt. Bara för att jag haft framgångsrika singlar som var dansmusikhits så betyder det inte att det är det enda jag har att erbjuda. Det skulle vara att inte ens skrapa på ytan. Vissa dagar läser jag något som gör mig väldigt irriterad - dansmusikdiva. Vad är en 'dansmusikdiva'? Jag anser mig inte vara det, jag är en vokalist. Jag är en låtskrivare. En dansmusikdiva är något som inte finns på riktigt, det är fabricerat. Det är teknologi och det kommer inte från hjärtat. Mina influenser kommer från riktiga underhållare, personer som klev upp på scen och svettades."

För att marknadsföra "Everything" sjöng Watley låten på den afroamerikanska prisceremonin Soul Train Awards som sändes den 14 mars 1990 från Shrine Auditorium i Los Angeles. Hon framförde en akustisk version av låten år 1995 i det amerikanska pratshowen Live with Regis and Kathie Lee för att marknadsföra samlingsalbumet Greatest Hits (1996). Musikvideon till låten regisserades av filmregissören Victor Ginzburg.

## Mottagande
Gavin Report var positiv till "Everything" i deras recension från augusti 1989. Recensenten skrev: "På den här uppföljaren till hitlåten 'Friends', ger Jody rapparna Eric B & Rakim tid på avbytarbänken och satsar istället på en het ballad." Recensenten avslutade: "Hon har hörts säga 'Jag vill bli ihågkommen och respekterad som en bra underhållare, inte bara: hon gör bra musikvideor'. Vi kan inte argumentera emot där!"
År 2020 rankade Janey Roberts från Classic Rock History låten på tredjeplatsen på en lista över Watleys bästa låtar i karriären. I februari 2023 rankade webbplatsen Singersroom "Everything" på tredjeplatsen på deras lista över Watleys tio bästa låtar i karriären. Skribenten Erica Henderson beskrev låten som en "silkeslen och brännhet R&B-ballad" som lyfte fram Watleys "sångartalang och förmåga att skapa stämning och atmosfär genom sin musik."

## Kommersiell respons

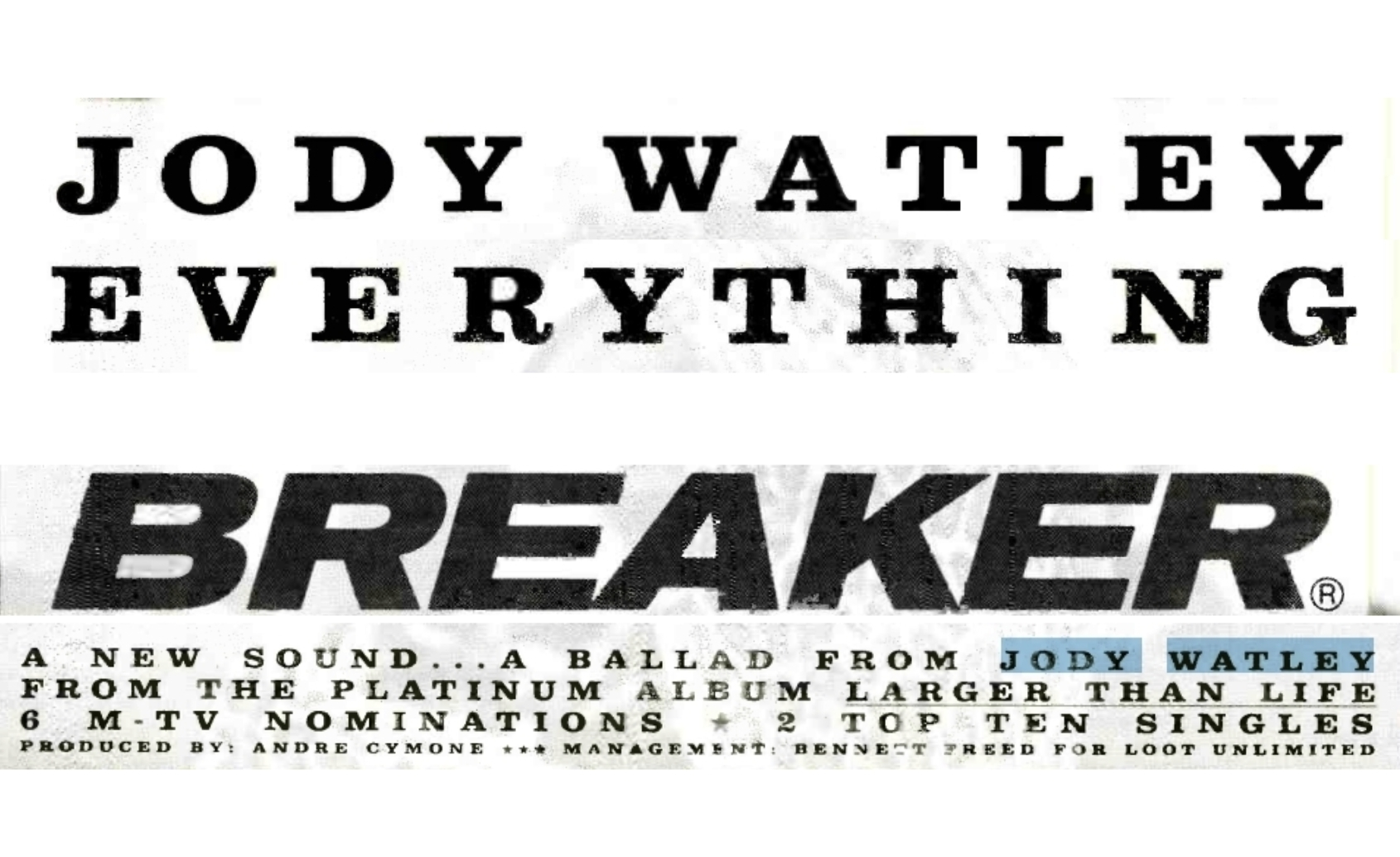
Reklam för "Everything" i R&R Magazine den 8 september när låten tilldelats veckans Breaker-utmärkelse, en titel till de mest spelade nya låtarna på amerikansk radio.

Efter utgivningen av "Everything" var låten den mest tillagda i R&B-radiostationernas spellistor och den näst mest tillagda i vuxenpopstationernas. Följande vecka, den 8 september, var låten en av de mest spelade nya singelutgivningarna på amerikanska R&B-stationer. I Billboard-listan Hot Black Singles Sales & Airplay, en topplista som rankade försäljning och antal radiospelningar i två respektive kolumner, gick låten in på plats 40 i radiokolumnen den 23 september. Tack vare radiospelningarna noterades den på plats 48 på huvudlistan Hot Black Singles. Den 28 oktober nådde låten topp tjugo på Hot Black Singles och noterades då på plats 14. Den 11 november blev den en topp tio-hit när den intog femteplatsen på listan. Följande vecka låg "Everything" på sjätte- respektive femteplatsen i försäljnings- och radiokolumnerna i Hot Black Singles Sales & Airplay. Placeringarna räckte till en tredjeplats på huvudlistan vilket blev dess topposition. Den blev därmed Watleys sjunde topp fem-hit på R&B-topplistan. På mainstreamlistan Billboard Hot 100 nådde "Everything" topp fyrtio den 18 november. Den 25 november nådde den topp trettio och topp tjugo den 9 december. Den 6 januari 1990 rapporterade Billboards Paul Grein att "Everything" blev Watleys sjätte topp tio-hit på popmarknaden inom loppet av tre år. Med låten blev Larger Than Life hennes andra studioalbum att generera tre topp tio-noteringar. Grein beskrev bedriften som en klar förbättring jämfört med hennes tid i Shalamar där gruppen endast fått en topp tio-hit sedan starten ("The Second Time Around"). Den nådde fjärdeplatsen några veckor senare, vilket blev dess topposition på listan. Låten hindrades från att nå tredjeplatsen av "Two to Make It Right" (1990) av gruppen Seduction. "Everything" blev Watleys första musiksingel att inte gå in på danslistan Hot Dance Club Play, tack vare att låten var en ballad.
"Everything" hade liknande framgångar i andra tidskrifter som mätte försäljning och radiospelningar i USA. I Cash Box gick låten in på plats 62 på tidskriftens R&B-lista den 9 september 1989 och uppmärksammades som veckans högsta debut på listan. Följande vecka hoppade den till plats 53 och fortsatte därefter att klättra på listan under kommande veckor. Första veckan i november nådde "Everything" topp tio. Den nådde andraplatsen på listan den 25 november bakom Stephanie Mills och hennes "Home" (1989). På poplistan Top 100 Singles gick låten in på plats 86 den 21 oktober. Den 20 januari 1990 nådde den topp tio innan den höll femteplatsen två veckor i rad från 27 januari till 10 februari. Enligt Gavin Report, en amerikansk tidskrift som sammanställde topplistor över landets mest populära låtar på radio, nådde "Everything" förstaplatsen på topplistan Urban Contemporary den 3 november 1989. I R&R Magazine, en tidskrift utgiven av Radio & Records, nådde "Everything" femteplatsen på R&B-topplistan Urban Contemporary. Den nådde även femteplatsen på mainstreamlistan CHR samt sjätteplatsen på vuxenpoplistan Adult Contemporary. "Everything" rankades i boken Rock Song Index: The 7500 Most Important Songs of the Rock and Roll Era skriven av Bruce Pollack och utgiven 2005.

## Format och låtlistor
Enligt Discogs finns det 19 utgivningar av "Everything". Nedan listas ett urval som ej är identiska.
| 1. | "Everything"                |                          | 4:15 |
| 2. | "Everything" (Instrumental) |                          | 4:15 |
| 3. | "For the Girls"             | André Cymone Jody Watley | 3:51 |

| 1. | "Everything"                | 4:15 |
| 2. | "Everything" (Instrumental) | 4:15 |

| 1. | "Everything"    |        | 4:15 |
| 2. | "Precious Love" | Cymone | 4:15 |

## Topplistor
| Lista (1989-1990)                            | Topplacering |
| -------------------------------------------- | ------------ |
| USA Billboard Hot 100                        | 4            |
| USA Adult Contemporary (Billboard)           | 11           |
| USA Hot Black Singles (Billboard)            | 3            |
| USA Top 100 Singles (Cash Box)               | 5            |
| USA Top R&B Singles (Cash Box)               | 2            |
| USA Top 40 (Gavin Report)                    | 9            |
| USA Urban Contemporary (Gavin Report)        | 1            |
| USA CHR (Radio & Records)                    | 5            |
| USA Adult Contemporary (Radio & Records)     | 6            |
| USA Top Urban Contemporary (Radio & Records) | 5            |

| Lista (1989)                       | Topplacering |
| ---------------------------------- | ------------ |
| USA Billboard Hot 100              | 41           |
| USA Adult Contemporary (Billboard) | 45           |
| USA Urban (Radio & Records)        | 21           |

## Utgivningshistorik
| Land  | Datum             | Utgåva   | Format  | Skivbolag | Ref.   |
| ----- | ----------------- | -------- | ------- | --------- | ------ |
| USA   | 1 september 1989  | Standard | Radio   | MCA       | [ 7 ]  |
| Japan | 10 september 1989 | Standard | kassett | MCA       | [ 39 ] |
| USA   | 10 november 1989  | Standard | Radio   | MCA       | [ 8 ]  |